# Ландаренка
Ландаренка (нем. Landarenca) — населённый пункт в Швейцарии, часть общины Каланка, регион Моэза, кантон Граубюнден.
Ландаренка являлась частью коммуны Арвиго. 1 января 2015 года вошла в состав новой коммуны Каланка.
Население составляет 10 человек (на 1999 год). Официальный код — 3801.

## Фотографии

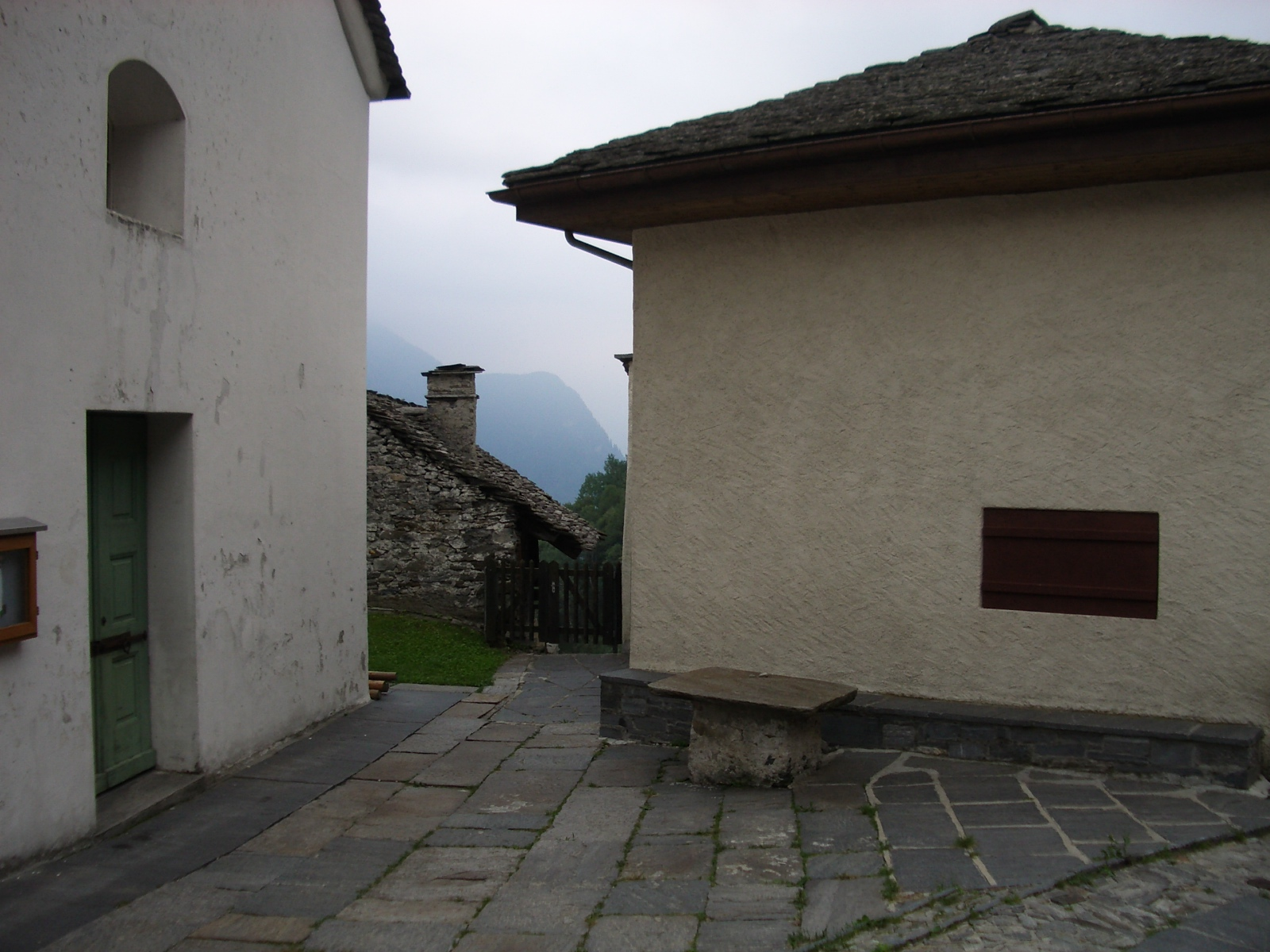
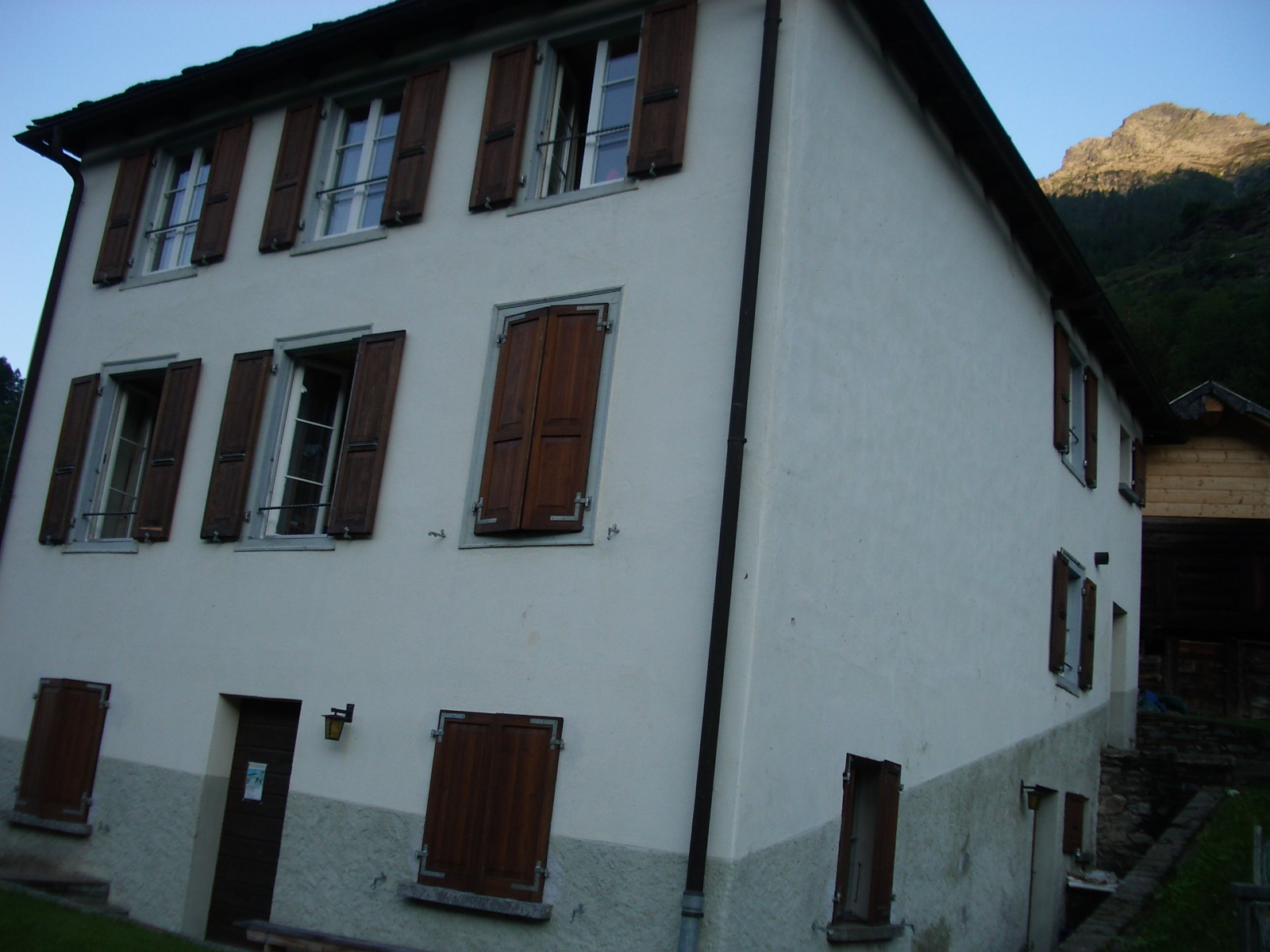
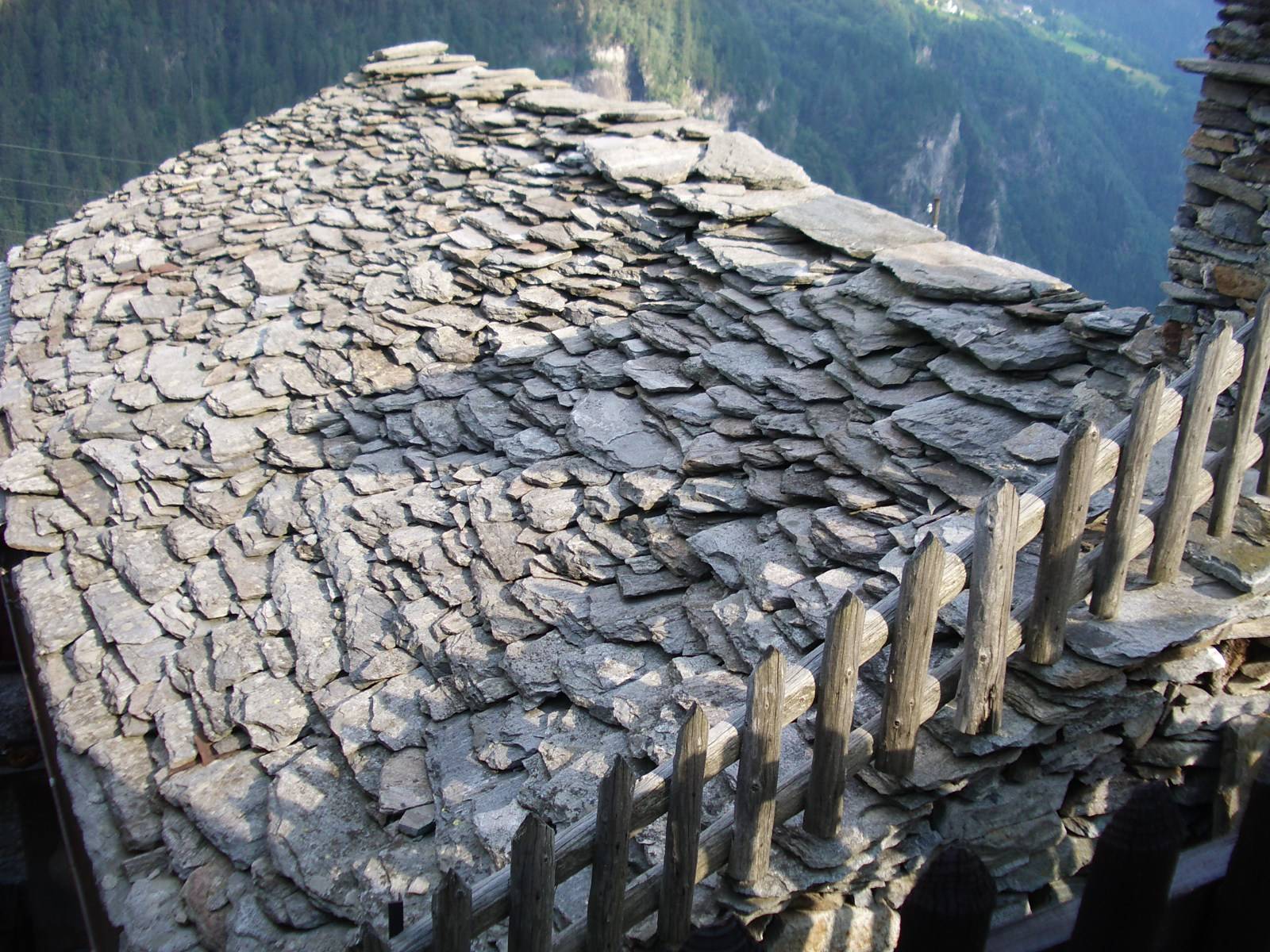
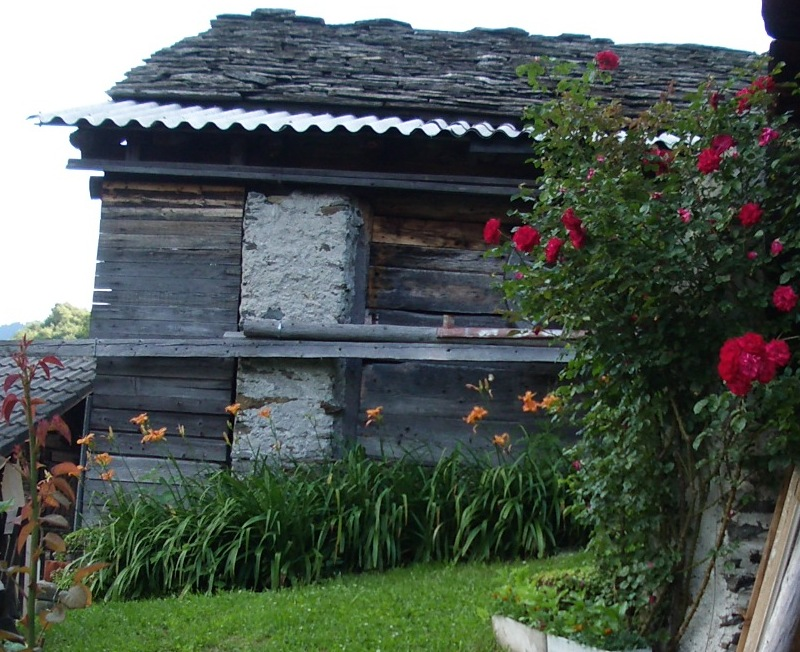